# Stijn Daemen
Stijn Daemen, né le 25 juillet 1999 à Heerlen, est un coureur cycliste néerlandais.

## Biographie
En 2016, Stijn Daemen devient champion des Pays-Bas du contre-la-montre juniors. Deux ans plus tard, il rejoint l'équipe espoirs de Lotto-Soudal.
En 2019, il signe avec le club belge Home Solution-Soenens. Sous ses nouvelles couleurs, il remporte la Zuidkempense Pijl, interclub belge, mais également le Grand Prix de Bavay, course nationale française. De plus, il termine cinquième du Tour de Namur. 
Il intègre l'équipe continentale néerlandaise À Bloc CT en 2020. Au mois d'aout, il crée la surprise chez les suiveurs néerlandais en devenant champion des Pays-Bas sur route espoirs,.

## Palmarès
- 2016
  -  Champion des Pays-Bas du contre-la-montre juniors
  - Championnat du Limbourg du contre-la-montre juniors
- 2018
  - Championnat du Limbourg du contre-la-montre espoirs
- 2019
  - Zuidkempense Pijl
  - Grand Prix de Bavay
- 2020
  -  Champion des Pays-Bas sur route espoirs
  - 1re étape de l'Orlen Nations Grand Prix (contre-la-montre par équipes)
  - 3e du Tour de Groningue
- 2023
  - 3e de l'Omloop van de Braakman
- 2024
  - 2e de la Kemmel Koerse

## Classements mondiaux
| Année                                 | 2020 | 2021  | 2022 | 2023  | 2024  |
| ------------------------------------- | ---- | ----- | ---- | ----- | ----- |
| Classement mondial                    | 457e | 2068e | nc   | 2972e | 2133e |
| UCI Europe Tour                       | 375e | 1403e | nc   | nc    | nc    |
|                                       |      |       |      |       |       |
| Légende : nc = non classéSource : UCI |      |       |      |       |       |